# سیریل پوژه
سیریل پوژه (فرانسوی: Cyrille Pouget‎؛ زادهٔ ۶ دسامبر ۱۹۷۲) بازیکن سابق فوتبال اهل فرانسه است.
از باشگاه‌هایی که در آن بازی کرده‌است می‌توان به باشگاه فوتبال سروت ۱۸۹۰، باشگاه فوتبال لو آور، باشگاه فوتبال سن-اتین، باشگاه فوتبال المپیک مارسی، باشگاه فوتبال پاری سن ژرمن، باشگاه فوتبال متس، و باشگاه فوتبال متس، اشاره کرد.
وی همچنین در تیم ملی فوتبال فرانسه بازی کرده‌است.